# 빌 추측
빌 추측(Beal conjecture)은
만약
{\displaystyle A^{x}+B^{y}=C^{z},}
이고 A, B, C, x, y, z 가 x, y, z > 2 인 양의 정수라면 A, B, C는 소수인 공약수를 가진다는 추측이다.
미국의 은행가 앤드루 빌이 100만 달러를 걸었다. 빌 추측을 증명하면 페르마의 마지막 정리도 와일즈와 다른 방식으로 증명되게 된다.

## 같이 보기
- 오일러의 거듭제곱의 합 추측
- 분산 컴퓨팅